# Саммит (тауншип, округ Мейсон, Мичиган)
Саммит (англ. Summit) — тауншип в округе Мейсон в штате Мичиган, США. Население тауншипа составило 924 человека, по переписи населения США, проводимой в 2010 году.

## История
Саммит был образован в 1860 году. Точных данных о происхождении названия нет: одни утверждают, что Саммит был назван из-за его высокой высоты, в то время как другие считают, что Саммит был назван из-за оптимистичного духа его основателей.

## География
По данным Бюро переписи населения США, тауншип имеет общую площадь 37,01 км² из которых 33,15 км² приходится на землю, и 3,86 км² (10,43 %) приходится на водную поверхность.

## Демография
По данным переписи населения 2000 года, здесь проживало 1021 людей, 398 домохозяйств и 308 семей располагалось в тауншипе. Плотность населения составила 79,4 человека на квадратную милю (30,7 человека на км²). Было 790 единиц жилья со средней плотностью 61,4 на квадратную милю (23,7 на км² 2). Расовый состав жителей тауншипа показал, что 97,36 % являлись белыми, 0,10 % являлись афроамериканцами, 0,59 % являлись индейцами, 0,10 % являлись азиатами, 0,10 % являлись жителями тихоокеанских островов, 0,88 % имели прочую принадлежность к расе, и 0,88 % не указали свою расу. Латиноамериканцы любой расы составляли 2,35 % населения.
На 2000 год было 398 домохозяйств, из которых 29,6 % имели детей в возрасте до 18 лет, живущих вместе с ними, 70,6 % состояли в брачном союзе, проживающими вместе, 5,3 % имели домохозяйку-женщину без мужа, а 22,4 % были не семьи. 18,6 % всех домохозяйств состоят из отдельных лиц, а в 8,8 % проживают одинокие люди в возрасте 65 лет и старше. Средний размер домохозяйства составлял 2,56 человека, а средний размер семьи — 2,91 человека.
[когда?] В тауншипе население было: 22,7 % в возрасте до 18 лет, 5,4 % от 18 до 24 лет, 21,6 % от 25 до 44 лет, 29,6 % от 45 до 64 лет и 20,7 % в возрасте 65 лет и старше
Средний возраст составил 45 лет. На каждые 100 женщин приходилось 105,8 мужчин. На каждые 100 женщин в возрасте 18 лет и старше приходилось 100,8 мужчин.
Средний доход семьи в городке составлял 44 432 доллара США, а средний доход семьи составил 50 000 долларов США. Средний доход мужчин составлял 35 875 долларов и 23 625 долларов США у женщин. Доход на душу населения для тауншипа составил 20 335 долларов. Около 1,0 % семей и 3,1 % населения находились на грани бедности, в том числе 0,8 % лиц моложе 18 лет и 7,2 % лиц в возрасте 65 лет и старше.